# Айтбаєв Таштемір Сидигалійович
Таштемір Сидигалійович Айтбаєв (27 листопада 1943, село Баєтово (Тоголок Молдо), тепер Ак-Талінського району Наринської області, Киргизстан) — киргизький радянський діяч, секретар ЦК КП Киргизії, 1-й секретар Наринського обкому КП Киргизії, 1-й секретар ЦК ЛКСМ Киргизії, міністр національної безпеки та міністр внутрішніх справ Киргизької Республіки, генерал-лейтенант (2000).

## Життєпис
Народився в родині киргизького партійного працівника. Дитинство та юність провів у місті Нарині. Закінчив середню школу імені Чкалова в Нарині.
У 1961—1962 роках — слюсар-зварювальник Московського автозаводу імені Лихачова.
У 1962—1967 роках — студент Московського вищого технічного училища імені Баумана, інженер-механік.
У 1967—1969 роках — старший конструктор, головний технолог Фрунзенського заводу пластмасових виробів Міністерства місцевої промисловості Киргизької РСР.
Член КПРС з 1969 року.
У 1969—1970 роках — 2-й секретар Свердловського районного комітету ЛКСМ Киргизії.
У 1970—1971 роках — 1-й секретар Першотравневого районного комітету ЛКСМ Киргизії.
У 1971—1973 роках — 2-й секретар Фрунзенського міського комітету ЛКСМ Киргизії.
У 1973—1975 роках — інструктор, відповідальний організатор ЦК ВЛКСМ у Москві.
У листопаді 1975 — вересні 1978 року — секретар ЦК ЛКСМ Киргизії.
У вересні 1978 — листопаді 1982 року — 1-й секретар ЦК ЛКСМ Киргизії.
У 1981 році закінчив заочно Алма-Атинську Вищу партійну школу.
У листопаді 1982 — 1983 року — інспектор Інспекторського управління КДБ СРСР у Москві.
У 1983—1984 роках — заступник, у 1984—1986 роках — 1-й заступник голови КДБ Киргизької РСР.
У 1986—1990 роках — завідувач відділу Ошського обласного комітету КП Киргизії.
У 1990—1991 роках — голова Ошського обласного комітету народного контролю.
10 лютого — травень 1991 року — 1-й секретар Наринського обласного комітету КП Киргизстану.
6 квітня  — 31 серпня 1991 року — секретар ЦК КП Киргизії.
У 1991—1995 роках — віцепрезидент акціонерного товариства (АТ) «Киргизавтосервіс».
У 1995—1999 роках — заступник міністра внутрішніх справ Киргизької Республіки.
У 1999 — грудні 2000 року — міністр національної безпеки Киргизької Республіки.
30 грудня 2000 — 18 січня 2002 року — міністр внутрішніх справ Киргизької Республіки. Звільнений з посади з формулюванням «за недоліки в роботі».
У липні 2002 — березні 2005 року — заступник міністра юстиції Киргизької Республіки, начальник Головного управління виконання покарань.
30 березня 2005 — 10 травня 2006 року — в.о. голови, голова Служби національної безпеки Киргизької Республіки.
З 2006 року — голова Ради директорів ВАТ «Киргизпромбудбанк».

## Звання
- генерал-лейтенант (2000)

## Нагороди
- орден «Знак Пошани»
- медалі
- дві грамоти Верховної ради Киргизької РСР